# مسجد شياو دونغ ين
مسجد شياودونجيينج (بالصينية:小東營清眞寺) هو مسجد تاريخي صغير المساحة 530 متر مربع في حي يو شيو، بمدينة غوانزو ، مقاطعة جواندونغ ،في الصين . 

## التاريخ
شيد المسجد في الأصل خلال عهد الإمبراطور تشنغوا أحد أباطرة أسرة مينغ . تم تجديده مرتين خلال عهد أسرة تشينغ . 

## وسائل النقل
يمكن الوصول إلى المسجد باستقلال مترو غوانزو والنزول في محطة جونج يوان تشيان (بالصينية:公园前站)